# Mount Augustus
Mount Augustus is de grootste monoliet ter wereld. Hij bevindt zich in het westen van Australië op ongeveer 850 km ten noorden van Perth en 320 km ten oosten van de stad Carnarvon. De aboriginal Wadjari noemen hem Burringurrah. Bij de berg zijn op verschillende plaatsen schilderingen en gravures van hen gevonden. De vegetatie van de omgeving bestaat uit hoge mulgabossen en andere acacia's.

## Geografie
Mount Augustus is 8 km lang en bedekt een oppervlak van 48 km². De berg verheft zich 858 m boven de omgeving, de top ligt op een hoogte van 1.105 m boven zeeniveau. Hij is daarmee 2,5 keer zo groot als de Uluṟu (vroeger "Ayers Rock"). De kleur van het gesteente varieert van purper, roze en rood tot oranje.

## Geologie en ontstaan
De rots bestaat uit 1 Ga oud marien sedimentgesteente en proterozoïsche zandsteen. Hij rust op een 1,65 Ga oude granietlaag.

## Geschiedenis
Op 3 juni 1858 beklom Francis Thomas Gregory, op zijn 107-dagen durende reis door de Gascoyne regio, als eerste Europeaan de berg. Een paar weken later noemde hij de berg naar zijn broer Sir Augustus Charles Gregory (1819-1905).